# Yamaha X-City

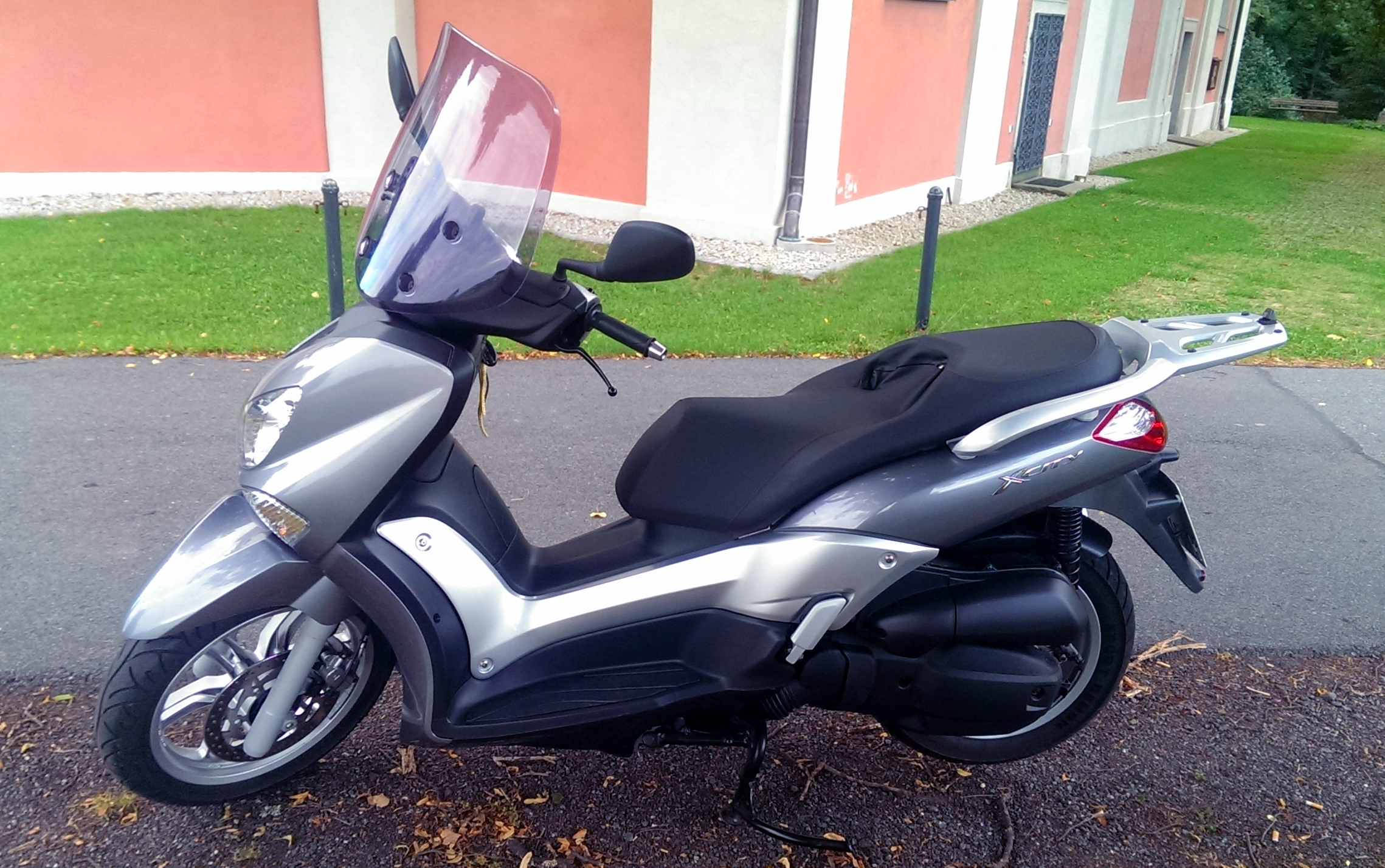
Yamaha X-City 125

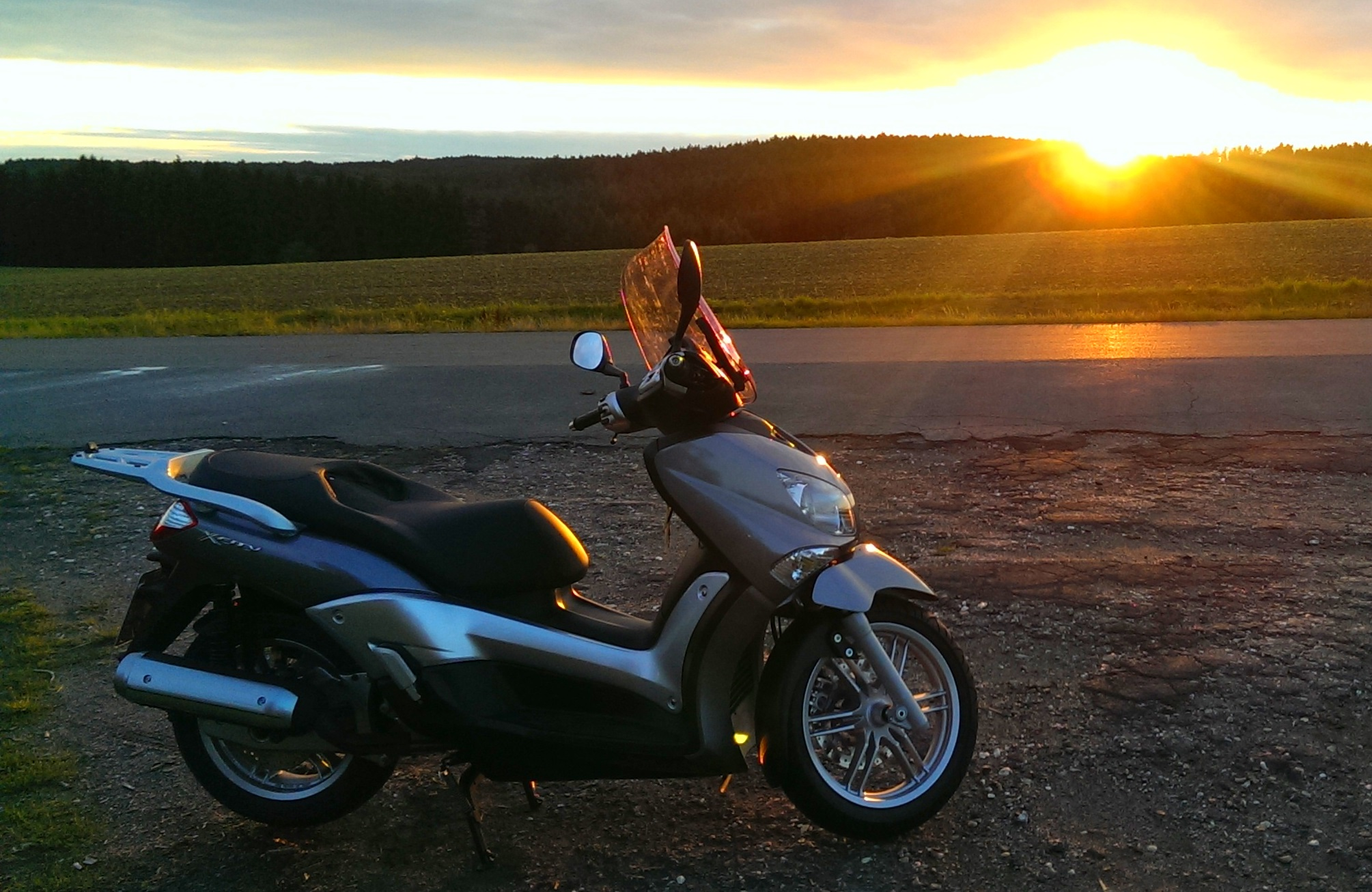
Yamaha X-City 125

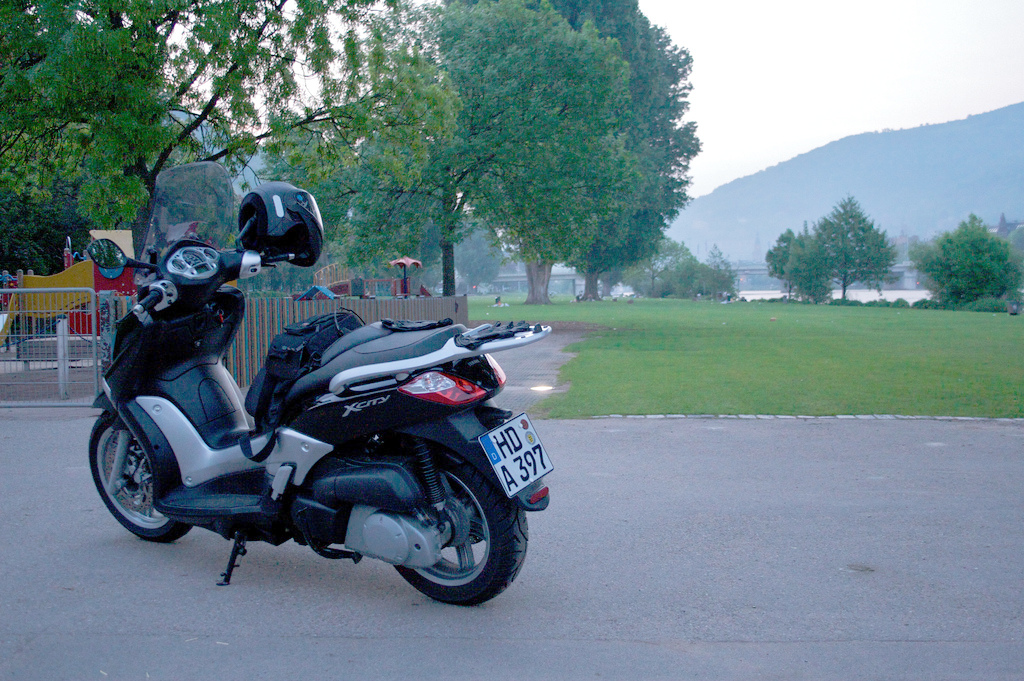
Yamaha X-City 250

Yamaha X-City ist ein Maxi-Scooter von Yamaha. Das Modell wurde Anfang 2007 mit Motoren der 125-cm³ und 250-cm³-Klasse eingeführt.
Die Yamaha-interne Bezeichnung der X-City 250 lautet VP250 und die Bezeichnung der X-City 125 lautet VP125. Der X-City wird in Italien endmontiert. Den Motor und andere Teile teilen sich auch andere Maxi-Scooter der Unternehmen Peugeot, MBK (Tochterfirma von Yamaha) und anderer Hersteller. Mit einem 16″-Rad vorne und einem 15″-Rad hinten besitzt die X-City die größten Räder in der Maxi-Scooter-Klasse. Roller mit Rädern dieser Größe werden deswegen auch Großradroller genannt. Dadurch ist er ein sehr sicherer und komfortabler Maxi-Scooter, welcher sich auch auf schlechten Straßenbelägen gut fährt.
Beide Motoren sind mit Drei-Wege-Katalysatoren ausgestattet und erreichen damit die Euro 3-Norm. Das Schwestermodell, die Yamaha X-MAX 125/250, wurde ein Jahr früher (2006) vorgestellt. Die X-MAX erhielt mit der Markteinführung der X-City im Jahr 2007 auch einen neu entwickelten 125-cm³-Motor. Die Yamaha X-MAX Modelle des Jahrgangs 2006 sind mit einem etwas schwächeren und nicht so durchzugsstarken als auch drehfreudigen Motor ausgestattet.

## Technische Daten
| Modell                | Yamaha X-City 125 (VP 125)                                                                                            | Yamaha X-City 250 (VP 250)                                                                                            |
| --------------------- | --- | --- |
| Motor                 | Flüssigkeitsgekühlter 1-Zylinder-4-Takt-OHC-Motor, Einspritzanlage, geregelter 3-Wege-Katalysator (Euro 3), 2 Ventile | Flüssigkeitsgekühlter 1-Zylinder-4-Takt-OHC-Motor, Einspritzanlage, geregelter 3-Wege-Katalysator (Euro 3), 2 Ventile |
| Leistung              | 10,8 kW (15 PS) @ 7.500/min                                                                                           | 15,6 kW (21,2 PS) @ 7.500/min                                                                                         |
| Drehmoment            | | 21,5 Nm @ 5.800/min                                                                                                   |
| Hubraum               | 124,6 cm³ | 250 cm³ |
| Verdichtung           | 11,20:1 | 10,4:1 |
| Bohrung × Hub         | 52,0×58,6 mm | 69×66,8 mm |
| Gemischaufbereitung   | elektronische Benzineinspritzung                                                                                      | elektronische Benzineinspritzung                                                                                      |
| Zündung               | Transistorzündung | Transistorzündung |
| Kupplung              | Fliehkraft | Fliehkraft |
| Getriebe              | Automatik, CVT | Automatik, CVT |
| Sekundärantrieb       | Keilriemen | Keilriemen |
| Leergewicht           | 167 kg | 173 kg |
| Rahmenbauart          | Rohrrahmen | Rohrrahmen |
| Federung vorn         | Telegabel, 100 mm Federweg                                                                                            | Telegabel, 100 mm Federweg                                                                                            |
| Federung hinten       | 2 Federbeine, 105 mm Federweg                                                                                         | 2 Federbeine, 105 mm Federweg                                                                                         |
| Bremse vorn           | 1 Scheibe Ø 270 mm | 1 Scheibe Ø 270 mm |
| Bremse hinten         | 1 Scheibe Ø 240 mm | 1 Scheibe Ø 240 mm |
| Reifen vorn           | 120/70-16 M/C 57P | 120/70-16 M/C 57P |
| Reifen hinten         | 140/70-15 M/C 69P | 140/70-15 M/C 69P |
| Tankinhalt            | | 10,5 l, davon 2,7 l Reserve                                                                                           |
| Verbrauch             | 3,1 l bis 3,4 l/100 km                                                                                                | 4 l bis 4,3 l/100 km                                                                                                  |
| Höchstgeschwindigkeit | 108 km/h | 125 km/h |

## Vorgänger
Der Vorgänger der X-City-Baureihe war die im Jahr 2004 eingeführte Yamaha Versity 300. Durch den hohen Preis der Versity 300 erreichte diese nicht die hohen Verkaufserwartungen des Unternehmens. Nur in Italien wurde die Versity gut verkauft. Der direkte Nachfolger war die 2006 vorgestellte Yamaha X-MAX. Die X-MAX bekam Motoren mit 125 cm³ und 250 cm³ mit auf den Weg, vor allem die 125er-Version war für den europäischen Markt sehr wichtig, da in Italien und Frankreich die 125er-Klasse schon mit dem regulären Autoführerschein gefahren werden darf. Im Gegensatz dazu darf in Deutschland mit dem Autoführerschein der Klasse B nur ein Kraftrad mit maximal 50 cm³ gefahren werden. Die 250-cm³-Motoren des X-City und des X-MAX sind um ca. 35 cm³ verkleinert worden, um unter die 250-cm³-Grenze zu fallen. Das Triebwerk ist eine Weiterentwicklung und sehr zuverlässig. Es muss alle 3000 km das Öl, ca. 1 l, gewechselt werden, da kein vollwertiger Ölfilter verbaut wurde. Der X-City teilt sich viele Komponenten mit der X-MAX. Der größte Unterschied sind die bei dem X-MAX um 1″ kleineren Räder sowie die etwas kantigere und aggressivere Form der Verkleidung. Außerdem ist das Cockpit nicht so hochwertig gefertigt wie bei der X-City. Durch die kleineren Räder hat die X-MAX einen größeren Stauraum unter der Sitzbank und kann zwei Helme verstauen, im Gegensatz zu nur einem Helm bei der X-City.

## Märkte
Die X-City und X-MAX werden in Belgien, Deutschland, Estland, Frankreich, Finnland, Griechenland, Großbritannien, Irland, Italien, Lettland, Litauen, den Niederlanden, Norwegen, Österreich, Polen, Portugal, Russland, Slowenien, Spanien, Schweden, Schweiz, Tschechischen Republik, Ungarn & der Ukraine angeboten. Die X-City und X-MAX werden nicht in Asien und Nordamerika verkauft.
Die Märkte, in denen sich die X-City am besten verkauft, sind Italien, Frankreich, Spanien, Großbritannien, Deutschland & die Niederlande, wobei mit Abstand die meisten in Italien und Frankreich verkauft werden. Die X-MAX scheint in den etwas kälteren EU-Ländern etwas beliebter zu sein, aber generell verkauft sich die X-MAX ca. 3-mal so oft wie die X-City.

## 2009er Modell und Zubehör
Die 2009er X-City 125 und X-City 250 erhielt eine einstellbare Windschutzscheibe. Die Windschutzscheibe der 2007/2008er-Modelle ist nicht einstellbar. Das 2009er-Modelljahr hat nun auch den hinteren Gepäckträger serienmäßig. Beide Verbesserungen sind sehr willkommen, vor allem die verstellbare Windschutzscheibe ist sehr gut für größere Fahrer über 1,85 Meter. Der nun serienmäßige Gepäckträger ist eine gute Ergänzung, da die meisten X-City-Besitzer ein Topcase nutzen, um genügend Platz für zwei große Helme zur Verfügung zu haben. Außerdem bietet Yamaha noch weiteres Zubehör an:
- Beinschutz, zum Schutz vor Regen und Wind bei höheren Geschwindigkeiten
- Eine größere Windschutzscheibe. Zusätzlich bietet diese Schutz für die Hände und wesentlich mehr Schutz vor Regen und Wind, besonders bei geringeren Geschwindigkeiten in der Stadt.

Von Motorrad-Zubehörspezialisten wird auch eine Deckenkombination für die Beine des X-City/X-MAX-Fahrers angeboten. Diese wird mit Klett-Schlaufen an der Karosserie befestigt und ist leicht von der Seite zu besteigen. Diese verhindert, dass Wind oder Regen auf die Beine und Schuhe des Fahrers kommen. Somit kann man auch bei relativ niedrigen Temperaturen noch fahren.